# Zotalemimon biapicata
Zotalemimon biapicata là một loài bọ cánh cứng trong họ Cerambycidae.